# Borzysławiec
Borzysławiec (niem. Luisenthal) – wieś sołecka w Polsce położona w województwie zachodniopomorskim, w powiecie goleniowskim, w gminie Goleniów. W latach 1975–1998 miejscowość położona była w województwie szczecińskim.
W roku 2011 wieś liczyła 131 mieszkańców.
Osada wchodząca w skład sołectwa:
- Kępy Lubczyńskie

Część wsi wchodząca w skład sołectwa:
- Zaborze

## Geografia
Wieś leży ok. 11 km na południowy zachód od Goleniowa, w Dolinie Dolnej Odry, wśród łąk, na skraju Puszczy Goleniowskiej, ok. 2,5 km na północny wschód od jeziora Dąbie. Wieś typowo rolnicza.

## Historia
Wieś założona została na planie ulicówki, przez właścicieli wsi Lubczyna, w końcu XVIII wieku. Pierwsza wzmianka o wsi pochodzi z 1838 roku. W latach 70. XIX wieku Borzysławiec zamieszkiwało ok. 350 osób. We wsi mieścił się ryglowy kościółek katolicki wybudowany na początku wieku oraz dwie szkoły: katolicka i protestancka. Była to jedyna wieś w powiecie nowogardzkim (Kreis Naugard) zamieszkana w większości przez katolików. Ponadto znajdował się tutaj jedyny w okolicy kościół katolicki. Wieś położona jest po obu stronach drogi, podzielonej przez nieco zdekompletowaną aleję starych drzew. Obecna zabudowa Borzysławca pochodzi w większości z przełomu XIX i XX wieku.

## Zabytki i atrakcje turystyczne
Zabytek chroniony prawem:

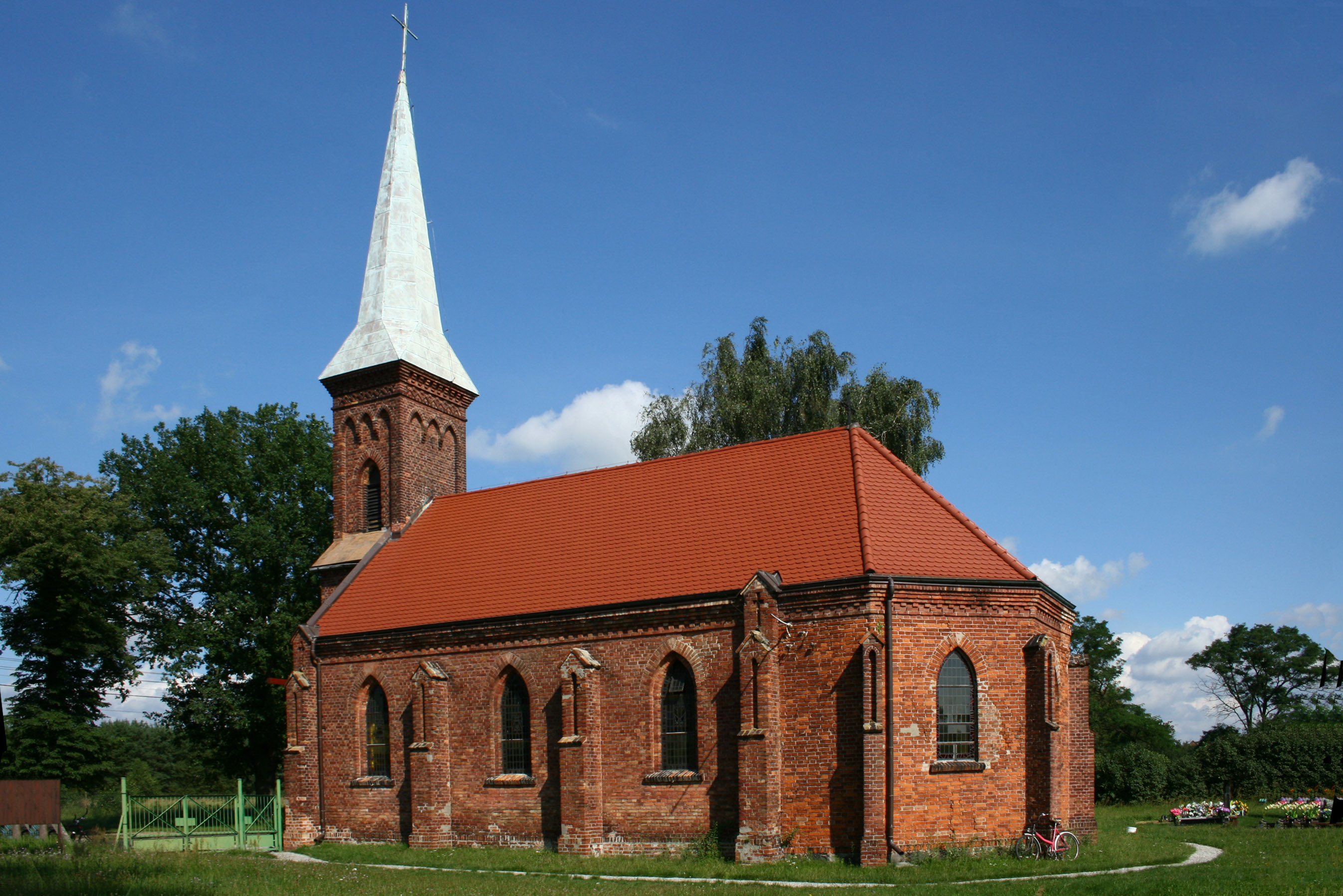
Kościół pw. św. Piotra i Pawła

- kościół pw. św. Piotra i Pawła z XIX/XX wieku, nr rej. 124 z dnia 8 maja 2003 r. Kościół parafialny, rzymskokatolicki należący do dekanatu Goleniów, archidiecezji szczecińsko-kamieńskiej, metropolii szczecińsko-kamieńskiej. Świątynia, od początku katolicka, została poświęcona w 1902 roku. Kościół został zbudowany w stylu neogotyckim, z czerwonej cegły. Jest to kościół salowy z wyraźnym, trójbocznym prezbiterium. Na neogotycki charakter świątyni wskazują strzelista wieża i ostrołukowe okna, a także stojąca we wnętrzu chrzcielnica. Wyposażenie kościoła jest w większości przedwojenne, np. krzyż z ukrzyżowanym Jezusem i freski na ścianach pochodzą z początku XX wieku. Warto zwrócić uwagę także na wykonany ze słomy obraz Matki Bożej Ostrobramskiej, wykonany w XX w. przez mieszkańca Antoniego Cieplaka[potrzebny przypis]. Na wieży znajdują się dzwony, odlane w latach 1875-1876.

Obok kościoła warto zobaczyć cmentarz, a na nim nagrobki księdza Alberta Hirscha, proboszcza parafii w Borzysławcu, zamęczonego przez nazistów w 1944 oraz francuskiego pilota Andre Debackera, zestrzelonego w 1943.